# Mestbegunstigelsestraktat
En mestbegunstigelsestraktat er en mellemfolkelig traktat, som indeholder bestemmelser om mestbegunstigelse i forholdet mellem de kontraherende.
De fleste handelstraktater lige som også andre mellemfolkelige traktater indeholder bestemmelser gående ud på, at de kontraherende stilles på bedre fod, særlig ved samhandelen, end den øvrige verden eller visse dele af denne. To lande kan vedtage, at de fordele, som det ene land yder et tredje (eller flere), udstrækkes til også at gælde over for medkontrahenten. Nedsætter der efter fx det ene land sin told på en vare fra et tredje land under sin generaltarif, vil den samme nedsatte told også kun kunne afkræves lignende varer fra medkontrahentens land. Denne nedsatte tarif kaldes konventional-tarif. Fordelen kan også gå ud på en særlig gunstig stilling for undersåtterne i eller fra det medkontraherende land fx med hensyn til handelsrettigheder, kystfart, adgang til erhvervsdrift og lignende.